# Dubái (ciudad)
Dubái (en árabe: دبي Dubayy [dʊˈbajj], pronunciación en el árabe del Golfo: [dəˈbaj]) es una ciudad emiratí, capital del emirato homónimo, uno de los siete Emiratos Árabes Unidos (EAU). Tiene cerca de 1500 km² de área y es la ciudad más grande de los Emiratos. Cuenta con puerto marítimo, que es el principal puerto de los Emiratos Árabes Unidos (antes que la capital federal Abu Dabi). Situada en el golfo Pérsico, cuenta con poco más de tres millones de habitantes y en su área metropolitana supera los 4 millones.
Fundada en el siglo XVIII, Dubái, que empezó como un pequeño puerto pesquero de perlas, es hoy un enlace global para mercancías y pasajeros. En sus inicios la ciudad se financió gracias al petróleo, que aceleró su crecimiento cuando ya era un centro mercantil. Hoy en día, menos del 5 % del presupuesto de la ciudad proviene del petróleo y tiene una de las economías más diversificadas del golfo. Su economía se funda en el turismo, la aviación, la propiedad inmobiliaria y servicios financieros. Históricamente el Emirato de Dubái participó en la creación de los Emiratos Árabes Unidos actuales en 1971 con su emir como vicepresidente.

## Etimología
Existen múltiples teorías sobre el origen del nombre propio «Dubái». Según Fedel Andhal, estudioso de la historia y cultura de los Emiratos, podría venir de la palabra árabe daba Árabe:دبا (un tiempo pasado derivado de yadub Árabe: يدب, que significa «deslizarse») y haría referencia al lento movimiento del agua  o ría de Dubái. El poeta y estudioso Ahmad Mohammed Obaid lo relaciona con la misma palabra pero en su significado alternativo de «langosta pequeña» Árabe: جراد, debido a la abundancia de langostas en la zona antes de ser habitada.

## Demografía
La ciudad de Dubái ha experimentado un crecimiento significativo de la población en los últimos años: la población era de 265 702 habitantes en 1980, 669 181 en 1995, un millón en 2004, 1 700 234 en 2006 y ha alcanzado los 3,3 millones durante 2019; de ellos el 69 % son varones y el 37 % mujeres, con una edad media situada en los 30 años. El área metropolitana de Dubái, que también incluye Sharjah y Ajman supera hoy en día los 4 millones de habitantes.

### Composición étnica
Aproximadamente el 42 % de la población son expatriados de diversos orígenes. No se publican datos exactos de cada nacionalidad, pero sí de los UAE. Si se asume que las proporciones serán similares, de los expatriados sobre un 30 % son originales de India, un 16 % de Pakistán, un 8 % de Bangladés, 6 % de Filipinas, un 5 % Irán y luego en menores cantidades de Egipto, Nepal, Sri Lanka, China y diversidad de otros países.

### Idiomas
El idioma oficial de Dubái es el árabe, en su variedad del golfo (khaliji), pero la comunicación habitual es en inglés debido a que la gran mayoría de la población es extranjera. Otros idiomas principales que se hablan en Dubái debido a la inmigración son el hindi-urdu, malabar, punyabí, pastún, bengalí, sindi, baluchi, tulu, tamil, canarés, cingalés, marati, télugu, tagalo y chino, además de muchos otros idiomas.

### Religión
El islam es la religión oficial del Estado, tal y como define la constitución de los Emiratos Árabes en su artículo 7. El Gobierno financia o subsidia a alrededor del 95 % de las mezquitas suníes y emplea a todos los imames suníes. El 5 % de las mezquitas son privadas. Es habitual que las mezquitas importantes tengan apoyo (financiación) privado también. El Gobierno provee dirección sobre el contenido político de los sermones y son monitorizados. Los chiitas son aproximadamente el 15 % de la población y tienen sus propias mezquitas. Estos pueden acogerse a un consejo específico chií en materia de leyes de familia, en lugar de tener que ir irremediablemente a las cortes sharía.
Debido a la gran proporción expatriada, existen grandes bolsas de todas las otras religiones principales. Los no musulmanes pueden tener sus propios templos y pueden practicar su religión en libertad, solicitando una parcela y permiso de construcción.

## Clima
| Parámetros climáticos promedio de Dubái | Parámetros climáticos promedio de Dubái | Parámetros climáticos promedio de Dubái | Parámetros climáticos promedio de Dubái | Parámetros climáticos promedio de Dubái | Parámetros climáticos promedio de Dubái | Parámetros climáticos promedio de Dubái | Parámetros climáticos promedio de Dubái | Parámetros climáticos promedio de Dubái | Parámetros climáticos promedio de Dubái | Parámetros climáticos promedio de Dubái | Parámetros climáticos promedio de Dubái | Parámetros climáticos promedio de Dubái | Parámetros climáticos promedio de Dubái |
| Mes                                     | Ene.                                    | Feb.                                    | Mar.                                    | Abr.                                    | May.                                    | Jun.                                    | Jul.                                    | Ago.                                    | Sep.                                    | Oct.                                    | Nov.                                    | Dic.                                    | Anual                                   |
| --------------------------------------- | --------------------------------------- | --------------------------------------- | --------------------------------------- | --------------------------------------- | --------------------------------------- | --------------------------------------- | --------------------------------------- | --------------------------------------- | --------------------------------------- | --------------------------------------- | --------------------------------------- | --------------------------------------- | --------------------------------------- |
| Temp. máx. media (°C)                   | 24                                      | 25                                      | 29                                      | 33                                      | 38                                      | 40                                      | 41                                      | 41                                      | 39                                      | 35                                      | 31                                      | 26                                      | 33                                      |
| Temp. mín. media (°C)                   | 14                                      | 16                                      | 18                                      | 21                                      | 25                                      | 28                                      | 30                                      | 31                                      | 28                                      | 24                                      | 20                                      | 16                                      | 23                                      |
| Precipitación total (mm)                | 19                                      | 25                                      | 22                                      | 7                                       | 0                                       | 0                                       | 1                                       | 0                                       | 0                                       | 1                                       | 3                                       | 16                                      | 94                                      |
| Fuente: ViajaTiempo                     |                                         |                                         |                                         |                                         |                                         |                                         |                                         |                                         |                                         |                                         |                                         |                                         |                                         |

## Historia

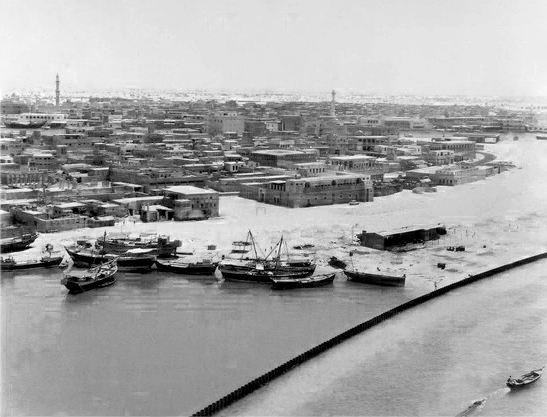
El precario puerto marítimo de Dubái en la década de 1960.

Hay poca evidencia acerca de los períodos anteriores. Recientemente, las excavaciones llevaron al descubrimiento de un manglar donde se encuentra Dubái en el séptimo milenio a. C. La arena había cubierto la zona hace 5 000 años, haciendo una pequeña cala natural. También se han encontrado cerámicas del siglo III, así como iglesias nestorianas. Antes de la conversión al Islam del siglo VII, las tribus locales adoraban las estrellas, la luna y el sol.
En 1799, la tribu beduina de Bani Yas, dirigida por Abu Al Falasa, huyó de los wahhabíes de Nejd, extendiendo su territorio. Su modo de vida consistía en la pesca y el cultivo de grano, disfrutando del puerto natural formado en el Khor Dubai. Según el testimonio del teniente británico Cogan 1822, la ciudad de Dubái entonces albergaba 1000 personas, más cabras y camellos. En 1833, como resultado de una disputa tribal que pudo ocurrir en el oasis de Liwa, sede del Bani Yas, 800 beduinos huyeron de Liwa y se instalaron en Dubái. Durante comienzos del siglo XX Dubái pertenecía al Imperio Otomano, desmembrado tras la Primera Guerra Mundial y pasada la soberanía de Dubái al Reino Unido quien cede la independencia de los actuales Emiratos Árabes Unidos en 1971. Décadas más tarde, Dubái se enriquece con la extracción petrolífera de su tierra, varias empresas extranjeras se instalan en la urbe, fomentando el desarrollo urbanístico local a una escala enorme.

## Arquitectura
Dubái posee una rica colección de edificios y estructuras de diversos estilos arquitectónicos. Muchas interpretaciones modernas de la arquitectura islámica se pueden encontrar aquí, debido al auge de la construcción y la innovación arquitectónica en el mundo árabe en general, y en Dubái, en particular. Como resultado de este auge, la arquitectura ha desarrollado nuevos niveles de diseño y tecnología con la construcción de rascacielos. 
Destacan grandes obras de infraestructura o ingeniería como las islas artificiales Palm Jumeirah y Palm Jebel Ali (una península artificial en forma de palmera) y The World (un archipiélago artificial que reproduce el mapa del mundo), el hotel Burj al Arab (único siete estrellas del mundo), el rascacielos Burj Khalifa (el más alto del mundo con 830 m), y el distrito de Dubai Marina, con sus lujosos edificios de gran altura.
El ritmo de construcción de rascacielos en Dubái es mucho mayor que en cualquier otra ciudad. Se llegó a un punto culminante en 2010 con la realización del Burj Khalifa, que es, con diferencia, el edificio más alto del mundo con 829 metros de altura. El diseño del Burj Khalifa se deriva de los sistemas de modelado incorporados en la arquitectura islámica, con la huella del triple lobulado el edificio está basado en una versión abstracta de las Hymenocallis, una flor del desierto que es nativa de la región de Dubái. La finalización del Burj Khalifa, sigue el auge de la construcción que se inició en la década de 1980, se aceleró en la década de 1990, y adquirió un ritmo desenfrenado sin precedentes en la historia humana moderna durante la década de los años 2000. La parte superior del Burj Khalifa, plataforma de observación más alta del mundo con una terraza al aire libre, es una de las atracciones turísticas más populares de Dubái, con más de 1,87 millones de visitantes en 2013.
El Burj Al Arab (en árabe: برج العرب, Torre de los Árabes) es un hotel de lujo situado en un istmo artificial sobre el mar. Se describe con frecuencia como «el único hotel de 7 estrellas del mundo», aunque su gestión desmintió haber hecho nunca esta afirmación.

## Economía

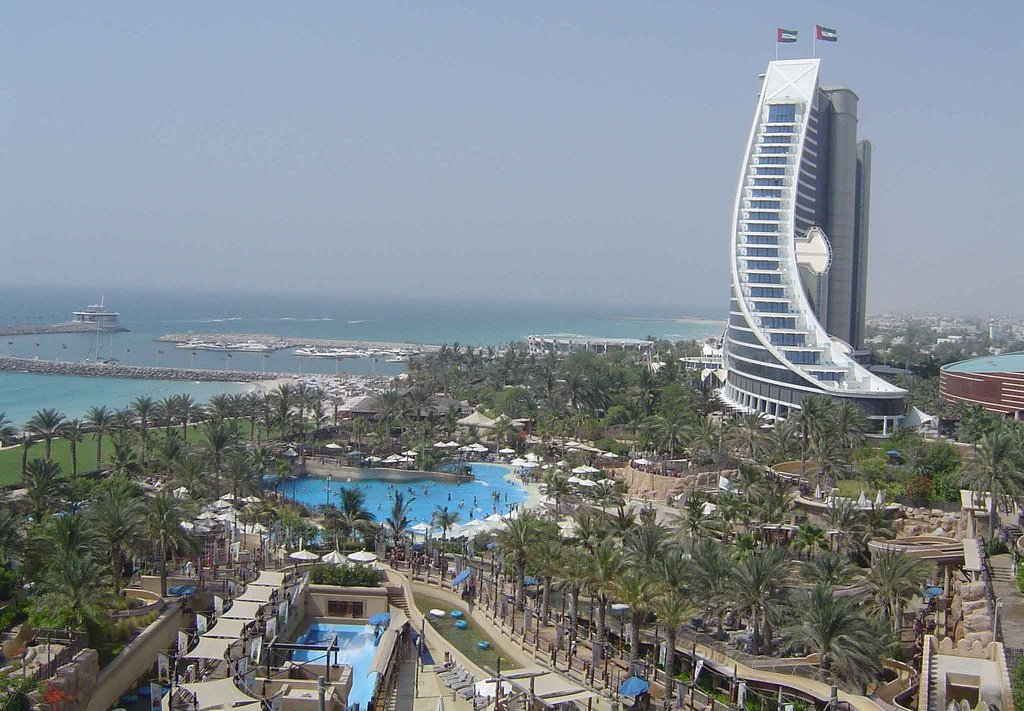
Parque acuático Wild Wadi y Jumeirah Beach Hotel, ejemplos del turismo en auge de Dubái.

La economía de Dubái se centra en las nuevas tecnologías, el comercio y el turismo, el gobierno está tratando de atraer capitales y empresas, mientras que mantiene una política de obras públicas, fuente de muchos conjuntos urbanos, hoteles o resorts. El gigantismo y el carácter innovador de los proyectos destacan en el mundo y consiguen fama.
Constructoras de gran prestigio se han establecido en la ciudad. Muchos de estos proyectos son abortados, pero son siempre una fuente de publicidad de la que se alimenta la ciudad. Especializada en ciertos áreas fueron establecidos algunos barrios como: el Dubái Healthcare City, que es una zona médica gratuita destinada a atraer a los mejores centros de salud y brindar atención de primer nivel; el Dubái Media City y Dubái Internet City son zonas donde se establecieron las grandes empresas de medios (MBC, CNN, Yahoo y Reuters) y de ordenadores (EMC Corporation, Oracle, Microsoft e IBM), Dubái también goza de sedes de instituciones no gubernamentales y una agencia de las organizaciones de las Naciones Unidas. Estas áreas permiten a Dubái a ganar cierto reconocimiento internacional y convertirse en un lugar importante de la decisión. La ciudad es sede de varios eventos anuales, incluyendo el Festival de compras de Dubái, la Feria de la Tecnología o el Dubai Air Show, que tienen un impacto muy positivo sobre el consumo y la inversión.

### Turismo
El turismo es una parte importante de la estrategia del gobierno de Dubái para mantener el flujo de dinero extranjero en el emirato. El mayor señuelo de Dubái para los turistas se basa principalmente en las compras, pero también en su posesión de otras atracciones antiguas y modernas, sobre todo los grandes rascacielos. En 2013, Dubái fue la 7.ª ciudad más visitada del mundo según su tráfico aéreo y el de más rápido crecimiento, aumentando en una tasa de 10,7 %. 
Dubái ha sido llamada la «capital comercial de Oriente Medio». Se trata del único lugar del planeta que tiene más de 70 centros comerciales, así como el centro comercial más grande del mundo, el Dubai Mall. Dubái también es conocida por los distritos tradicionales o zocos. Muchas boutiques de lujo y tiendas de joyería también se encuentran en la ciudad. Dubái también es conocida como «la ciudad de oro», por el zoco de oro de Dubái que posee cerca de 250 tiendas de venta de oro.

### Expo 2020
Del 1 de octubre de 2021 al 31 de marzo de 2022 Dubai se convirtió en la primera ciudad del Medio Oriente, África y Sur de Asia en realizar una Exposición Universal. Bajo el tema «Conectando mentes, creando el futuro», la Expo 2020 acogió más de 24 millones de participantes y contó con la participación de 192 países. La Expo estaba dividida en 3 distritos principales: Movilidad, Sustentabilidad y Oportunidad, los cuales eran los 3 subtemas del evento y además contaban cada uno con su propio pabellón temático; así como también Jubilee Park, Al Forsan Park, Al Wasl Plaza y Dubai Exhibition Centre. Tras la clausura de la Expo 2020 el recinto fue convertido en Dubai Expo City, aprovechando el 80% de la infraestructura existente se creó un nuevo distrito para el desarrollo de viviendas, oficinas, escuelas y locales comerciales.

## Cultura

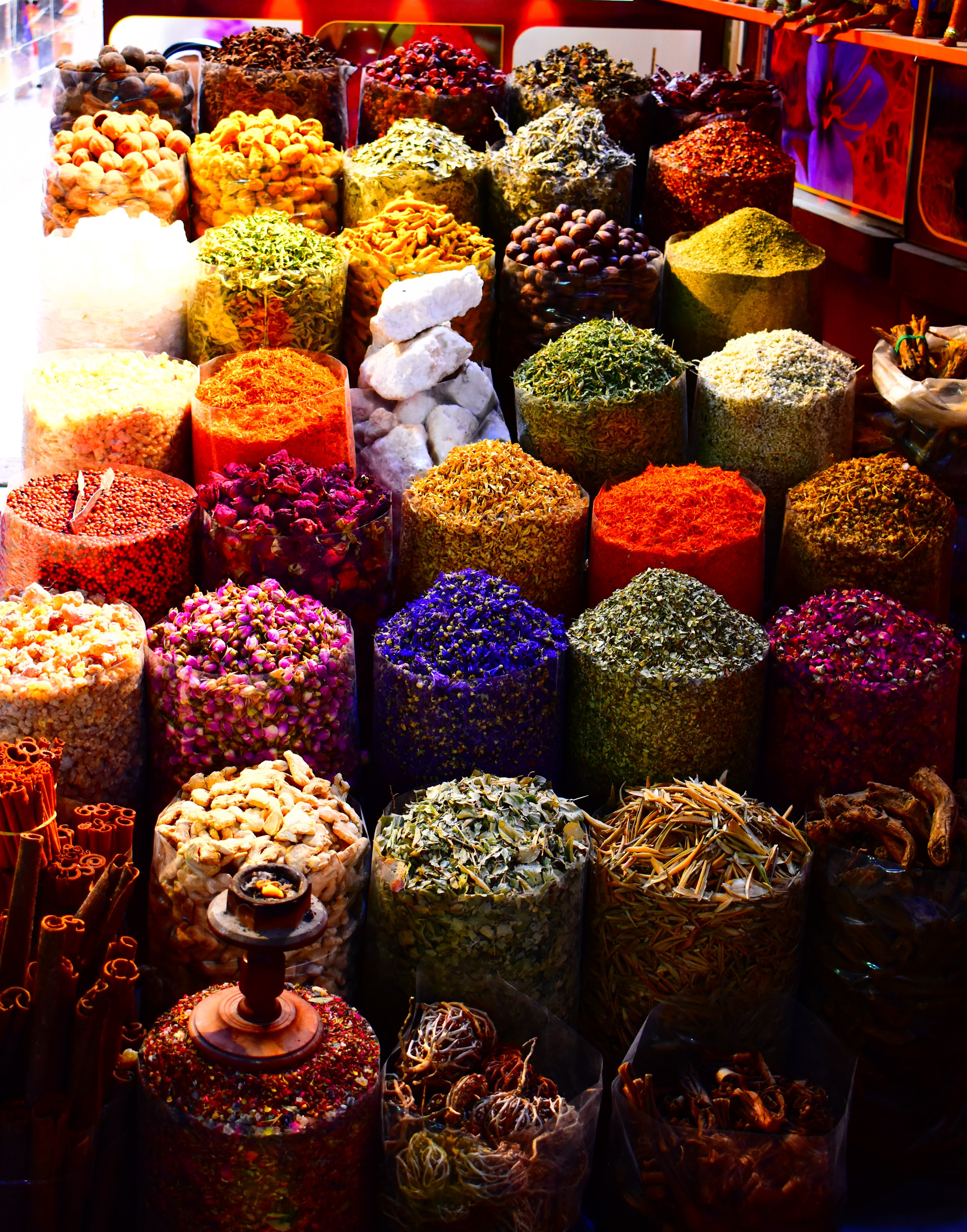
Especias tradicionales de Oriente Medio en el Zoco de especias de Dubái en Deira.

La cultura de los Emiratos Árabes Unidos gira principalmente en torno a la cultura árabe tradicional. La influencia de la cultura árabe e islámica en su arquitectura, música, vestimenta, cocina y estilo de vida también es muy destacada. Cinco veces al día, los musulmanes son llamados a rezar desde los minaretes de las mezquitas que se encuentran dispersas por todo el país. Desde 2006, el fin de semana ha sido viernes y sábado, como un compromiso entre la santidad del viernes para los musulmanes y el fin de semana occidental del sábado y domingo. Antes de 2006, el fin de semana era de jueves a viernes.
La impronta cultural de la ciudad como una pequeña comunidad de pesca de perlas étnicamente homogénea se modificó con la llegada de otros grupos étnicos y nacionales, primero por los iraníes a principios del siglo XX y luego por los indios y paquistaníes en los años sesenta. En 2005, el 84 % de la población del área metropolitana de Dubái nació en el extranjero, aproximadamente la mitad de ellos en la India.

### Ocio
Debido al enfoque turístico de muchos ciudadanos en el sector empresarial y el alto nivel de vida, Dubái ha evolucionado gradualmente hacia una cultura de lujo, opulencia y esplendor con un gran respeto por la extravagancia relacionada con el ocio. Los eventos de entretenimiento anuales como el Dubai Shopping Festival y Dubai Summer Surprises atraen a más de 4 millones de visitantes de toda la región y generan ingresos que superan los 2 700 millones de dólares. Los principales días festivos en Dubái incluyen Eid al-Fitr, que marca el final del Ramadán, y el Día Nacional (2 de diciembre), que conmemora la formación de los Emiratos Árabes Unidos.
Dubái es conocida por su vida nocturna. Los clubes y bares se encuentran principalmente en hoteles debido a las leyes sobre bebidas alcohólicas. El New York Times describió Dubái como «el tipo de ciudad en la que puedes encontrarte con Michael Jordan en el Buddha Bar o encontrarte con Naomi Campbell celebrando su cumpleaños con una fiesta de varios días».
La Asociación Internacional de Festivales y Eventos (IFEA), una asociación comercial de eventos líder en el mundo, coronó a Dubái como IFEA World Festival and Event City, 2012 en la categoría de ciudades con una población de más de un millón. Los grandes centros comerciales de la ciudad, como Deira City Centre, Mirdiff City Centre, BurJuman, Mall of the Emirates, Dubai Mall (el más grande del mundo) e Ibn Battuta Mall, así como el tradicional zoco de oro de Dubái y otros centros, atraen a compradores de la región.

### Gastronomía

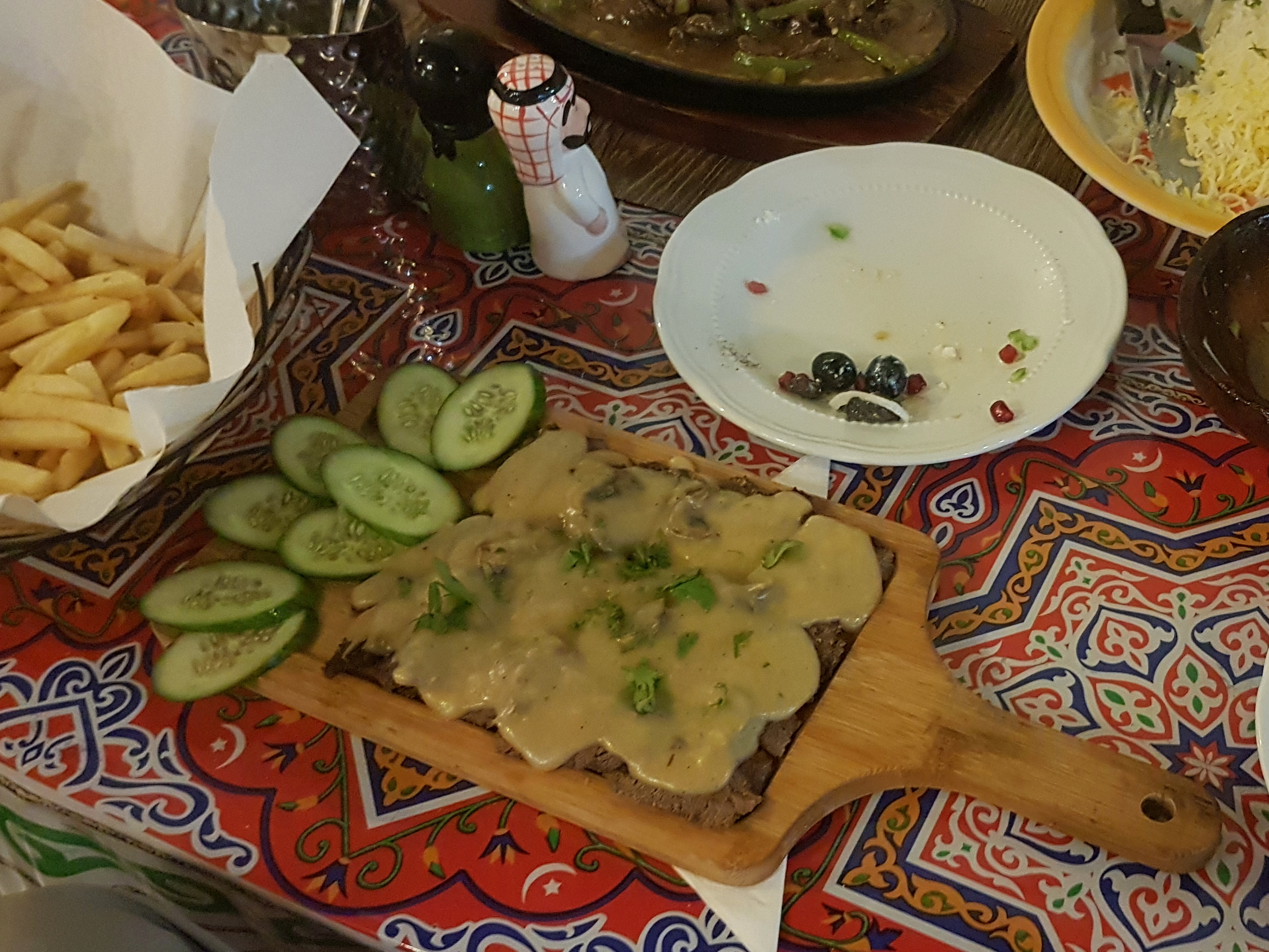
Filete de camello servido en Dubái.

La cocina árabe es muy popular y está disponible en todas partes de la ciudad, desde los pequeños locales de shawarma en Deira y Karama hasta los restaurantes de los hoteles de Dubái. La comida rápida, la gastronomía del sur de Asia y la china también son muy populares y están ampliamente disponibles. La venta y el consumo de carne de cerdo están regulados y se venden únicamente a los no musulmanes, en las zonas designadas de los supermercados y aeropuertos. Igualmente, la venta de bebidas alcohólicas está regulada. Se requiere un permiso de licor para comprar alcohol; sin embargo, el alcohol está disponible en bares y restaurantes dentro de los hoteles. Las tiendas de shisha y qahwa también son populares en la ciudad. El biryani es, a su vez, una cocina popular en todo Dubái, siendo la más popular entre los indios y paquistaníes presentes en el municipio.
El Festival gastronómico inaugural de Dubái se celebró entre el 21 de febrero y el 15 de marzo de 2014. Según la revista Vision, el evento tenía como objetivo mejorar y celebrar la posición de Dubái como la capital gastronómica de la región. El festival fue diseñado para mostrar la variedad de sabores y cocinas que se ofrecen en la ciudad con la presencia de gastronomías de más de 200 nacionalidades. El próximo festival gastronómico se celebró entre el 23 de febrero de 2017 y el 11 de marzo de 2017.

## Transporte

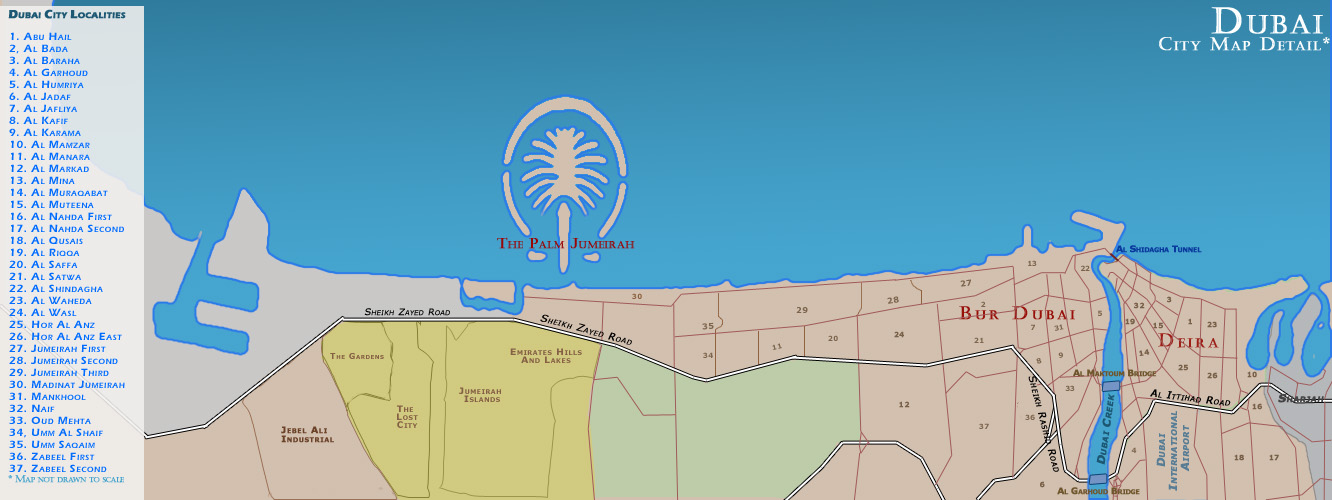
Mapa.

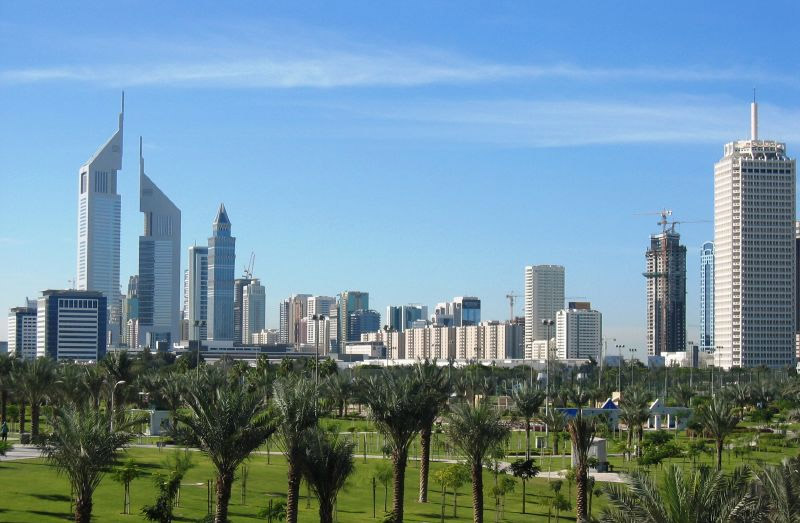
Una vista de Dubái.

Dubái posee un sistema de transporte controlado por la RTA (Roads ans Transport Authority). La red de transporte de la ciudad está compuesta por líneas de autobús, metro y tranvía.

### Autobuses
La RTA opera un sistema de autobuses compuesto por 107 rutas, con un total de 1442 unidades. Se estima que el número aproximado de viajeros es de 7 millones, en un total de 179 000 viajes por mes. En 2015 se lanzó el «Rasid», un sofisticado sistema de conteo de pasajeros.

### Metro
El metro de Dubái inició sus operaciones el 9 de septiembre de 2009. La conducción de los trenes es totalmente automatizada, y todas las estaciones están equipadas con aire acondicionado y puertas de seguridad en los andenes. Con una longitud total de 74,6 km, el metro se divide en dos líneas:
- Línea Roja (M1): Conecta las estaciones de Rashidiya con la intermodal UAE Exchange. Inaugurada en septiembre de 2009, posee 29 estaciones, repartidas en 52,1 km de vía. En 2013, un total de 88,888 millones de viajeros usaron esta línea, con un promedio diario de 243 000 viajeros.
- Línea Verde (M2): Inaugurada en 2011, conecta las estaciones Etisalat y Creek. Esta línea posee 20 estaciones, repartidas en 22,5 km, además de correspondencia con la línea M1 en las estaciones Union y BurJuman.

### Tranvía
El tranvía de Dubái inició operaciones el 11 de noviembre de 2014, y conecta el distrito de Al Sufouh con Dubái Marina. Cuenta con una línea con 11 paradas repartidas en 14,5 km.

## Ciudades hermanadas
- Barcelona, Cataluña, España (2006)[40]
- Busan, Corea del Sur (2006)[41]
- Detroit, Míchigan, Estados Unidos (2003)[42]
- Fráncfort del Meno, Hesse, Alemania, como ciudad en amistad desde 2005[43]
- Gold Coast, Queensland, Australia (2001)[44]
- Shanghái, China (2009)[45]
- Estambul, Turquía (1997)[46]
- Padang, Indonesia (2015)[47]
- Kuala Lumpur, Malasia (2010)[48]

| Predecesor: Sharm el-Sheij | Sede de las Conferencias de las Naciones Unidas sobre el cambio climático 2023 | Sucesor: Bakú |